# McKay Island (North Carolina)
McKay Island ist eine Insel im Cape Fear River in North Carolina. Die kleine Insel befindet sich im oberen Cape Fear etwa drei Kilometer unterhalb des Zusammenflusses seiner beiden Quellflüsse und knapp fünf Kilometer oberhalb des Buckhorn Dam. Sie ist gut einen Kilometer lang, bis zu 300 Meter breit, bewaldet und unbewohnt.
Der Oberlauf des Cape Fear Rivers bildet die Grenze der Countys Lee und Chatham, diese Grenze verläuft beinahe mittig über McKay Island.